# كينغمان (أريزونا)
كينغمان (بالإنجليزية: Kingman, Arizona)‏ هي مدينة تقع في مقاطعة موهاف، أريزونا بولاية أريزونا في الولايات المتحدة. تأسست عام 1952، تبلغ مساحة هذه المدينة 77.7 (كم²)، وترتفع عن سطح البحر 1016 م، بلغ عدد سكانها 28068 نسمة في عام 2010 حسب إحصاء مكتب تعداد الولايات المتحدة وتصل الكثافة السكانية فيها 258.6 نسمة/كم2.

## التركيبة السكانية
حدّد مكتب تعداد الولايات المتحدة بيانات التركيبة السكانية لكينغمان في تعداد الولايات المتحدة. في ما يلي، التركيبة السكانية حسب تعدادي 2000 و2010.

### تعداد عام 2000
بلغ عدد سكان كينغمان 20,069 نسمة بحسب تعداد عام 2000، وبلغ عدد الأسر 7,854 أسرة وعدد العائلات 5,428 عائلة مقيمة في المدينة. في حين سجلت الكثافة السكانية 206.4 نسمة لكل كيلومتر مربع (534.6/ميل2). وبلغ عدد الوحدات السكنية 8,604 وحدة بمتوسط كثافة قدره 88.5 لكل كيلومتر مربع (229.2/ميل2).
وتوزع التركيب العرقي للمدينة بنسبة 89.94% من البيض و0.55% من الأمريكيين الأفارقة و1.98% من الأمريكيين الأصليين و1.44% من الأمريكيين ذوي الأصول الآسيوية و0.14% من سكان جزر المحيط الهادئ و3.41% من الأعراق الأخرى و2.53% من عرقين مختلطين أو أكثر و9.25% من الهسبانيون أو اللاتينيون من أي عرق.
بلغ عدد الأسر 7,854 أسرة كانت نسبة 33.3% منها لديها أطفال تحت سن الثامنة عشر تعيش معهم، وبلغت نسبة الأزواج القاطنين مع بعضهم البعض 54.6% من أصل المجموع الكلي للأسر، ونسبة 10.1% من الأسر كان لديها معيلات من الإناث دون وجود شريك، بينما كانت نسبة 4.4% من الأسر لديها معيلون من الذكور دون وجود شريكة وكانت نسبة 30.9% من غير العائلات. تألفت نسبة 25.5% من أصل جميع الأسر من عدة أفراد يعيشون في نفس المنزل ونسبة 11.7% كانت تتألف من شخص يعيش بمفرده يبلغ من العمر 65 عاماً أو أكثر. وبلغ متوسط حجم الأسرة المعيشية 2.47، أما متوسط حجم العائلات فبلغ 2.94.
بلغ العمر الوسطي للسكان 39.6 عاماً. وكانت نسبة 24.8% من القاطنين تحت سن الثامنة عشر، وكانت نسبة 7.1% بين الثامنة عشر والرابعة والعشرين عاماً، ونسبة 24.6% كانت واقعةً في الفئة العمرية ما بين الخامسة والعشرين والرابعة والأربعين عاماً، ونسبة 23.7% كانت ما بين الخامسة والأربعين والرابعة والستين، ونسبة 16.5% كانت ضمن فئة الخامسة والستين عاماً فما فوق. يوجد لكل 100 أنثى 96.2 ذكر، ويوجد لكل 100 أنثى في الثامنة عشر من عمرها فما فوق 92.4 ذكر.
بلغ متوسط دخل الأسرة في المدينة 34,086 دولارًا، أما متوسط دخل العائلة فبلغ 41,327 دولارًا. وكان متوسط دخل الذكور 32,036 دولارًا مقابل 21,134 دولارًا للإناث. وسجل دخل الفرد الخاص بالمدينة 17,181 دولارًا. وكانت نسبة 8.2% من العائلات ونسبة 11.6% من السكان تحت خط الفقر، وكان من هؤلاء نسبة 16.1% تحت سن الثامنة عشر ونسبة 7.9% في الخامسة والستين من العمر وما فوق.

### تعداد عام 2010
بلغ عدد سكان كينغمان 28,068 نسمة بحسب تعداد عام 2010، وبلغ عدد الأسر 11,217 أسرة وعدد العائلات 7,301 عائلة مقيمة في المدينة. في حين سجلت الكثافة السكانية 288.6 نسمة لكل كيلومتر مربع (747.5/ميل2). وبلغ عدد الوحدات السكنية 12,724 وحدة بمتوسط كثافة قدره 130.8 لكل كيلومتر مربع (338.8/ميل2).
وتوزع التركيب العرقي للمدينة بنسبة 88.04% من البيض و1.03% من الأمريكيين الأفارقة و1.70% من الأمريكيين الأصليين و1.67% من الأمريكيين ذوي الأصول الآسيوية و0.30% من سكان جزر المحيط الهادئ و4.20% من الأعراق الأخرى و3.06% من عرقين مختلطين أو أكثر و12.48% من الهسبانيون أو اللاتينيون من أي عرق.
بلغ عدد الأسر 11,217 أسرة كانت نسبة 30% منها لديها أطفال تحت سن الثامنة عشر تعيش معهم، وبلغت نسبة الأزواج القاطنين مع بعضهم البعض 47.6% من أصل المجموع الكلي للأسر، ونسبة 11.7% من الأسر كان لديها معيلات من الإناث دون وجود شريك، بينما كانت نسبة 5.7% من الأسر لديها معيلون من الذكور دون وجود شريكة وكانت نسبة 34.9% من غير العائلات. تألفت نسبة 27.9% من أصل جميع الأسر من عدة أفراد يعيشون في نفس المنزل ونسبة 12.8% كانت تتألف من شخص يعيش بمفرده يبلغ من العمر 65 عاماً أو أكثر. وبلغ متوسط حجم الأسرة المعيشية 2.44، أما متوسط حجم العائلات فبلغ 2.95.
بلغ العمر الوسطي للسكان 41.7 عاماً. وكانت نسبة 23.3% من القاطنين تحت سن الثامنة عشر، وكانت نسبة 8.3% بين الثامنة عشر والرابعة والعشرين عاماً، ونسبة 22.2% كانت واقعةً في الفئة العمرية ما بين الخامسة والعشرين والرابعة والأربعين عاماً، ونسبة 27.2% كانت ما بين الخامسة والأربعين والرابعة والستين، ونسبة 19.1% كانت ضمن فئة الخامسة والستين عاماً فما فوق. وتوزع التركيب الجنسي للسكان بنسبة 48.9% ذكور و51.1% إناث.

## المناخ
يظهر الجدول التالي التغييرات المناخية على مدار السنة لكينغمان:
| البيانات المناخية لـكينغمان           | البيانات المناخية لـكينغمان | البيانات المناخية لـكينغمان | البيانات المناخية لـكينغمان | البيانات المناخية لـكينغمان | البيانات المناخية لـكينغمان | البيانات المناخية لـكينغمان | البيانات المناخية لـكينغمان | البيانات المناخية لـكينغمان | البيانات المناخية لـكينغمان | البيانات المناخية لـكينغمان | البيانات المناخية لـكينغمان | البيانات المناخية لـكينغمان | البيانات المناخية لـكينغمان |
| الشهر                                 | يناير                       | فبراير                      | مارس                        | أبريل                       | مايو                        | يونيو                       | يوليو                       | أغسطس                       | سبتمبر                      | أكتوبر                      | نوفمبر                      | ديسمبر                      | المعدل السنوي               |
| ------------------------------------- | --------------------------- | --------------------------- | --------------------------- | --------------------------- | --------------------------- | --------------------------- | --------------------------- | --------------------------- | --------------------------- | --------------------------- | --------------------------- | --------------------------- | --------------------------- |
| الدرجة القصوى °ف (°م)                 | 78 (26)                     | 82 (28)                     | 90 (32)                     | 97 (36)                     | 106 (41)                    | 113 (45)                    | 111 (44)                    | 111 (44)                    | 108 (42)                    | 99 (37)                     | 90 (32)                     | 77 (25)                     | 113 (45)                    |
| متوسط درجة الحرارة الكبرى °ف (°م)     | 55.9 (13.3)                 | 60.0 (15.6)                 | 65.8 (18.8)                 | 74.2 (23.4)                 | 82.7 (28.2)                 | 92.7 (33.7)                 | 97.8 (36.6)                 | 95.3 (35.2)                 | 90.3 (32.4)                 | 79.0 (26.1)                 | 66.5 (19.2)                 | 56.7 (13.7)                 | 76.4 (24.7)                 |
| متوسط درجة الحرارة الصغرى °ف (°م)     | 31.1 (−0.5)                 | 33.6 (0.9)                  | 36.8 (2.7)                  | 43.2 (6.2)                  | 49.7 (9.8)                  | 58.1 (14.5)                 | 67.2 (19.6)                 | 65.5 (18.6)                 | 58.0 (14.4)                 | 47.6 (8.7)                  | 37.8 (3.2)                  | 32.1 (0.1)                  | 46.7 (8.2)                  |
| أدنى درجة حرارة °ف (°م)               | 6 (−14)                     | 9 (−13)                     | 16 (−9)                     | 20 (−7)                     | 29 (−2)                     | 34 (1)                      | 45 (7)                      | 43 (6)                      | 31 (−1)                     | 27 (−3)                     | 13 (−11)                    | 10 (−12)                    | 6 (−14)                     |
| الهطول إنش (مم)                       | 1.09 (28)                   | 1.30 (33)                   | 1.05 (27)                   | 0.66 (17)                   | 0.25 (6.4)                  | 0.15 (3.8)                  | 0.90 (23)                   | 1.42 (36)                   | 0.98 (25)                   | 0.66 (17)                   | 0.71 (18)                   | 1.17 (30)                   | 10.34 (264.2)               |
| متوسط تساقط الثلوج إنش (سم)           | 1.3 (3.3)                   | 0.3 (0.76)                  | 0.7 (1.8)                   | 0.1 (0.25)                  | 0.0 (0.0)                   | 0.0 (0.0)                   | 0.0 (0.0)                   | 0.0 (0.0)                   | 0.0 (0.0)                   | 0.0 (0.0)                   | 0.3 (0.76)                  | 1.0 (2.5)                   | 3.7 (9.37)                  |
| متوسط أيام هطول الأمطار (≥ 0.01 inch) | 4                           | 4                           | 4                           | 3                           | 1                           | 1                           | 4                           | 5                           | 3                           | 2                           | 2                           | 4                           | 37                          |
| المصدر: WRCC                          |                             |                             |                             |                             |                             |                             |                             |                             |                             |                             |                             |                             |                             |

## أعلام
- جو هارت
- جورج غرانثام
- جيم ماكدونالد
- كارين ستيل
- دوريس هيل